# Blackeberg
Blackeberg är en stadsdel i Västerort inom Stockholms kommun. Stadsdelen tillhör Bromma stadsdelsområde.
Blackeberg byggdes i tidstypisk folkhemsarkitektur under tidigt 1950-tal och anses representera en lyckad strävan att integrera bostadshus i naturområde. Områdets södra och norra utkanter har under 2000-talet börjat exploateras med nyproduktion, och ytterligare utbyggnad är beslutad i det östra området kring Blackebergsvägen.

## Geografiskt läge
Blackeberg omges av Södra Ängby, Råcksta, Grimsta och Grimsta naturreservat. Längs gränsen mot Södra Ängby leder Blackebergsvägen med gamla anor.

## Historia

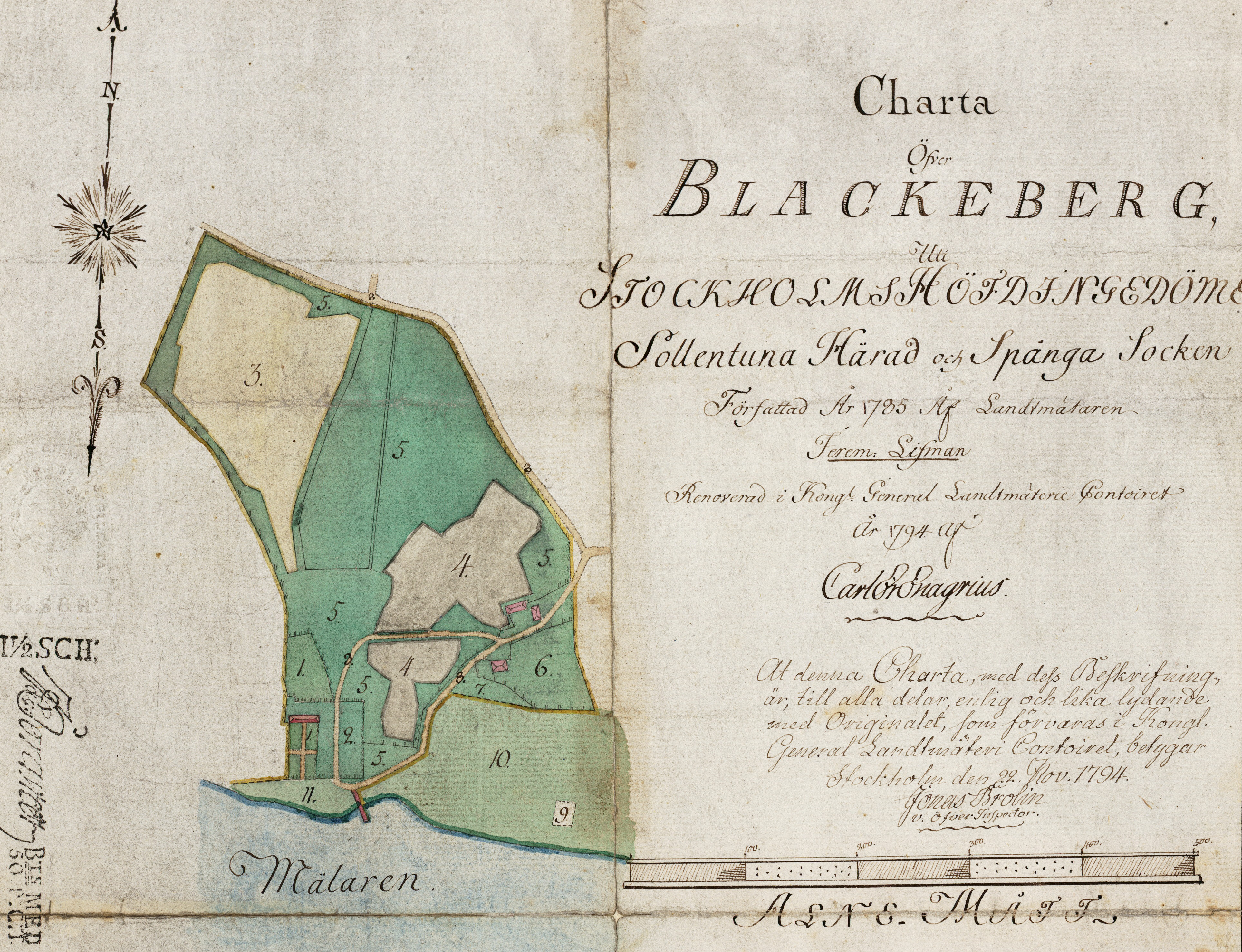
"Charta öfver Blackeberg" 1785.

Blackeberg var ett torp på Råcksta gårds ägor, omnämnt första gången 1599. År 1785 förvärvades egendomen Blackeberg, Blackebergs torp, av bagaren och handelsmannen Johan Tillander för att användas som sommarställe. Från den tiden existerar en karta som redovisar en beskrivning över Blackeberg. År 1861 inköpte grosshandlaren och snusfabrikören Knut Ljunglöf stora områden i Spånga och i Blackeberg. Knut Ljunglöf var en känd person på sin tid. Han kallades för ”Snuskungen” och drev den kända Ljunglöfska snusfabriken, som vid början av 1900-talet var Europas största tillverkare av snus. Han var en framgångsrik snusfabrikör och en av Stockholms rikaste män. Han ägde bland annat stora delar av Grimstaskogen. Ljunglöf lät år 1861 riva de äldre husen på egendomen, bland annat Blackebergs torps mangårdsbyggnad.  Ljunglöf lät bygga sjövilla och stall samt Kvarnvikens såg och mjölkvarn. Åren 1890-1893 lät Knut Ljunglöf uppföra den stora villan, Ljunglöfska slottet, med tillhörande park, Ljunglöfska parken, i Blackeberg. Slottet och parken ligger på Blackebergsbacken intill Mälaren. Ljunglöfska villan nere vid Mälaren är en rest av Blackebergs gård och idag hyrs den bland annat ut till fester. Strax intill ligger Blackebergs sjukhem eller Blackebergs sjukhus på Blackebergsbacken. Den stora byggnaden byggdes i etapper under åren 1956 till 1972.
På 1880-talet byggde Knut Ljunglöf mangårdsbyggnaden Lilla Ängby vid det som idag har Bällstavägens och delar Blackebergsvägens sträckningar. Lilla Ängby gård är en liten rödmålad mangårdsbyggnad, som ligger i hörnet av Holbergsgatan och Blackebergsvägen i Blackeberg. Nordväst om gården finns idag Ängby kyrka, som ligger i Blackeberg vid gränsen till Södra Ängby. Lilla Ängby gårds stallbyggnad låg på platsen för nuvarande Ängby kyrka. Gården är vad som finns kvar av en liten bondgård, som avstyckades 1720 från Stora Ängby gård.
På Blackebergsbacken vid Mälarens strand uppstod under åren 1928 till 1930 Frimurarebarnhuset efter ritningar av arkitekt Hakon Ahlberg. Anläggningen, som bekostades av Frimurarorden, var en internatskola och ett barnhem och hade byggts på den stora Ljunglövska egendomen. Idag är Frimurarbarnhusen en del av Blackebergs sjukhus och inrymmer Västerorts Aktivitetscenter VAC.

## Blackebergs nyare historik

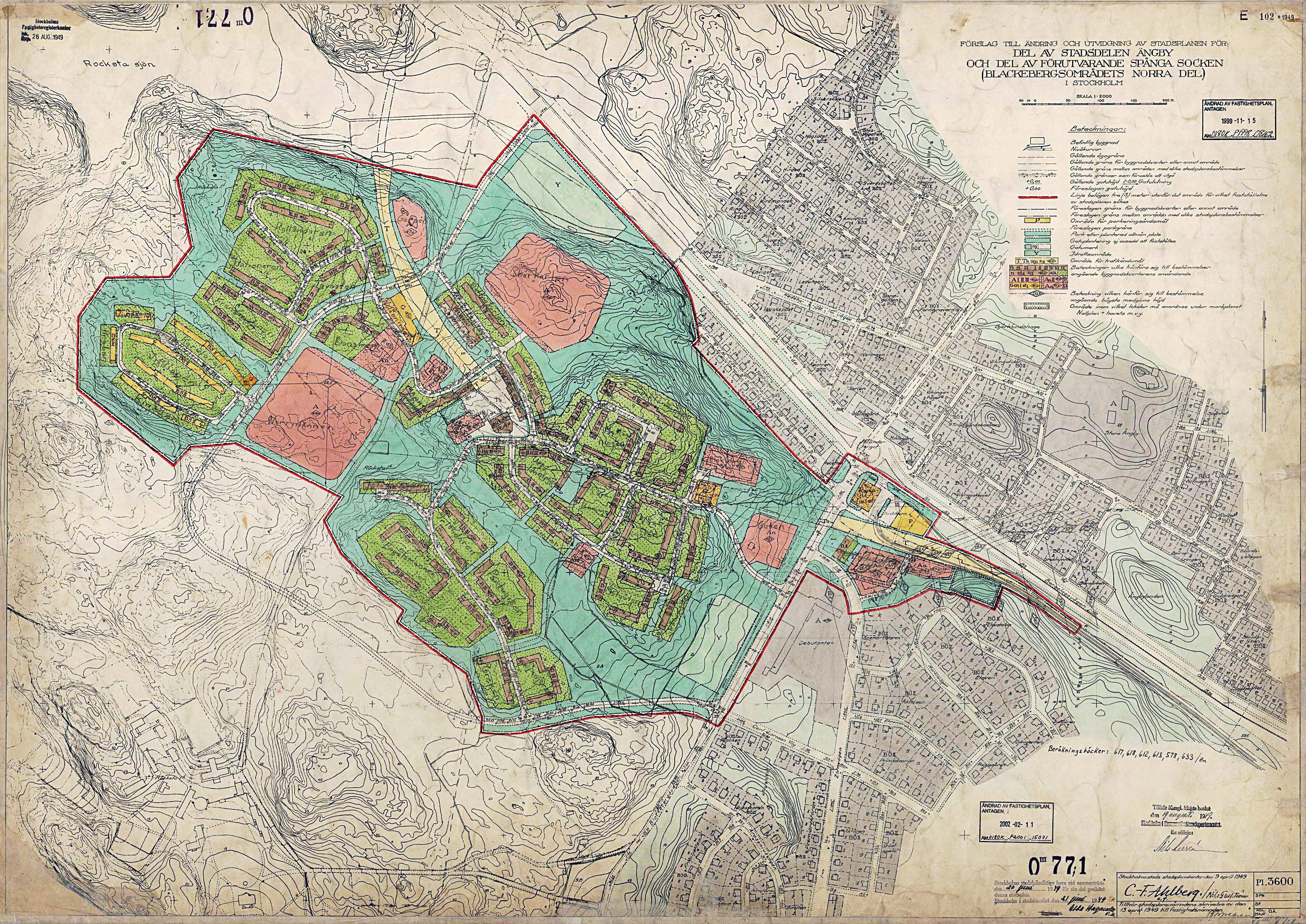
Stadsplan för Blackeberg 1949.

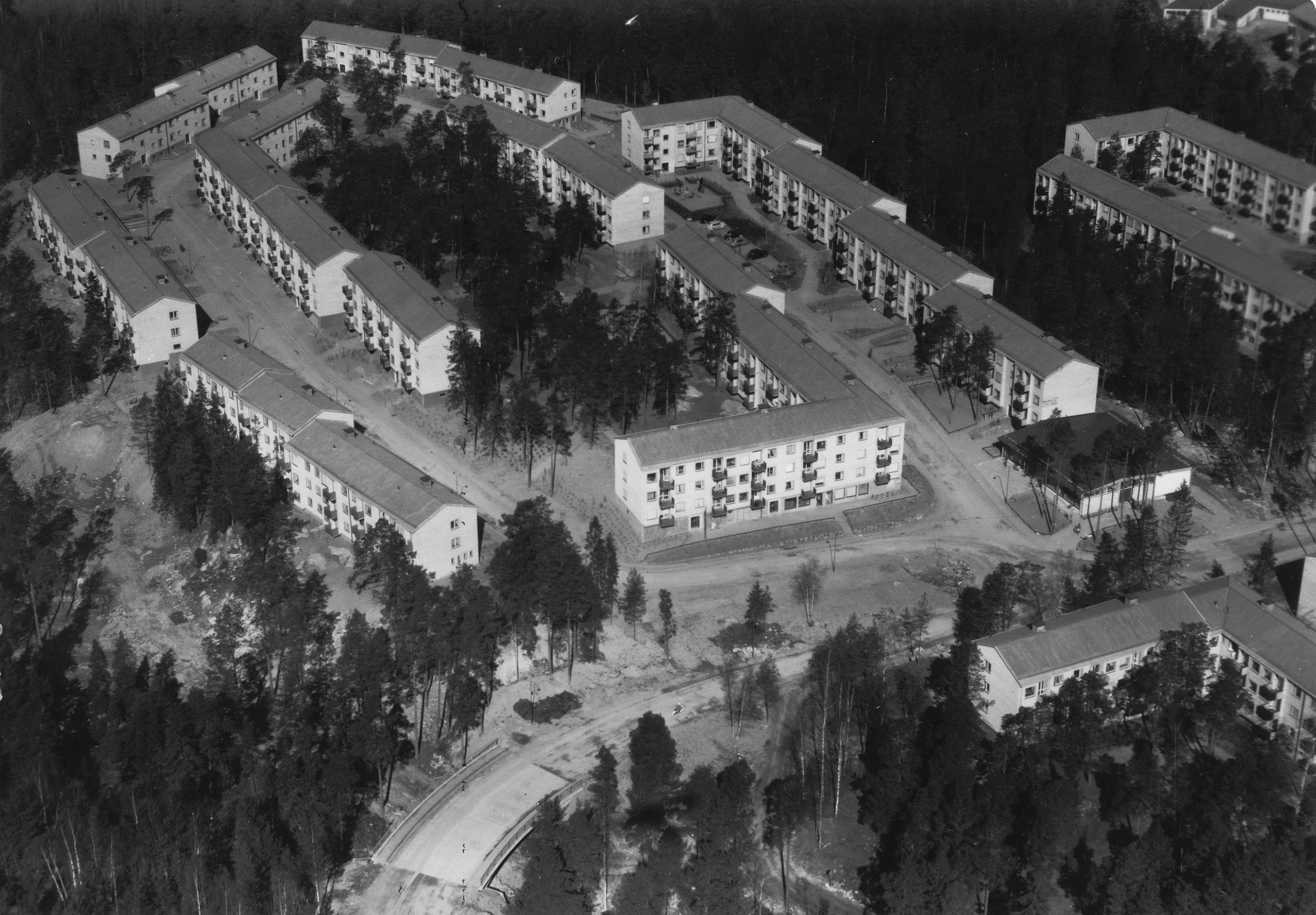
Blackebergs bostadskvarter Kinesen, Araben, Turken, Karelaren och Indianen (i mitten), byggda 1951-1954 av Svenska Bostäder, arkitekt Hjalmar Klemming.
Foto: Oscar Bladh 1962.

Kort före andra världskriget planerade fastighetsdirektören Axel Dahlberg att uppköpa mark i Blackebergsskogen i anslutning till Frimurarebarnhuset för att stadsplanelägga en villabebyggelse likt Södra Ängby. Andra världskriget kom dock emellan och projektet kom aldrig till stånd.
Stockholms stad köpte Blackebergs ägor 1948 och den första stadsplanen fastställdes 1949 för norra delen och 1950 för södra delen. Den nya stadsdelen bebyggdes under de första åren av 1950-talet med smalhus, lamellhus, punkthus, centrumanläggning, biograf och bibliotek i tidstypisk stil under det tidiga femtiotalet som brukar kallas folkhemsarkitektur. Landskapet var mycket kuperat och området planerades med gator som följer terrängen och stora kvarter där de ursprungliga bergknallarna och några av de gamla barrträden sparades. En dalgång med ett öppet parkstråk ligger mellan bebyggelsen på de högre partierna.
Blackebergs torg med sina tre snäckformade fontäner utformades av landskapsarkitekten Erik Glemme och det markanta stationshuset, som invigdes 1952,  ritades av arkitekten Peter Celsing. Stationen har ett stort och ljust rum med ett tunt tak av armerad betong, som är spänt över biljetthallen. Biografen Kaskad, som öppnade 1957, ritades av arkitekten Curt Strehlenert.
Blackeberg är i sin helhet synnerligen välbevarat och anses av bland andra förre stadsarkitekten Per Kallstenius vara ett mycket lyckat resultat av strävan att integrera bostadshus i naturområde. Områdets plan är oregelbunden och i arkitekturen finns snillrika variationer i detaljutformning inom en övergripande, sammanhållande idé. Blackeberg blev även ett av de första områdena i Stockholm med en utvecklad trafikseparering, med strikt åtskillnad mellan gång- och bilvägar.
Bland byggherrarna på tidigt 1950-tal märks de allmännyttiga bostadsföretagen AB Svenska Bostäder, AB Familjebostäder och Stockholmshem. Samtliga producerade lamellhus i tre till fyra våningar och ritades av olika arkitekter. De flesta 3-4-våningshusen bildar halvt slutna gårdsformationer. Husen har i de olika områdena fasader i rött tegel, gult tegel och puts med omsorgsfullt utformade tidstypiska fasaddetaljer, portomfattningar, fönster och balkongräcken. Svenska Bostäder anlitade huvudsakligen Hjalmar Klemming, medan Stockholmshems byggnader ritades av Ernst Grönwall och Nils Sterner. Sterner stod för ett av de få tegelhusen, annars överväger putsade hus. Sterners röda tegellängor i kvarteret Mexikanen (Björnsonsgatan 196-243) utnämndes 1995 av Dagens Nyheter till ett av Stockholms vackraste hus.
Byggarbetena började 1950 och 1958 var stadsdelen färdigställd. Huvuddelen av bebyggelsen stod klar redan 1954. Inom kvarteret Engelsmannen (längs Björnsonsgatan) uppfördes i slutet av 1950-talet tre punkthus i nio våningar. De är ritade av Åke Porne och förtätades år 2017 med ytterligare två punkthus ritade av arkitektkontoret DinellJohansson.

## Historiska bilder

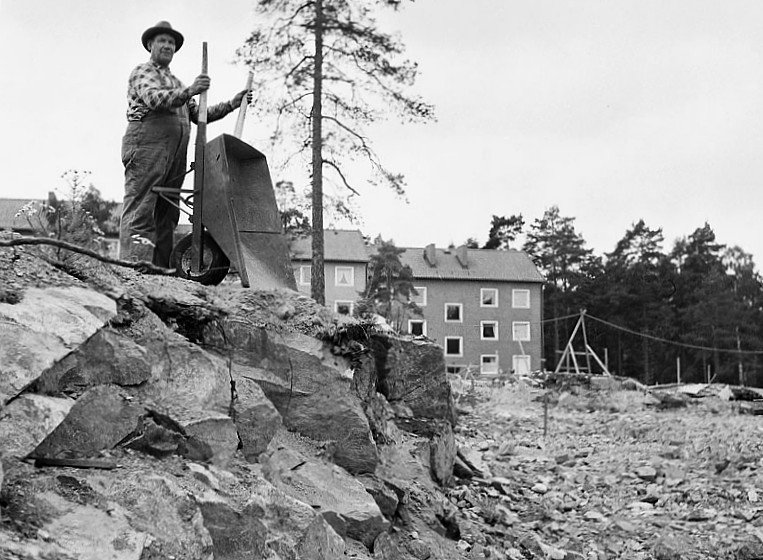
Byggarbeten 1955.
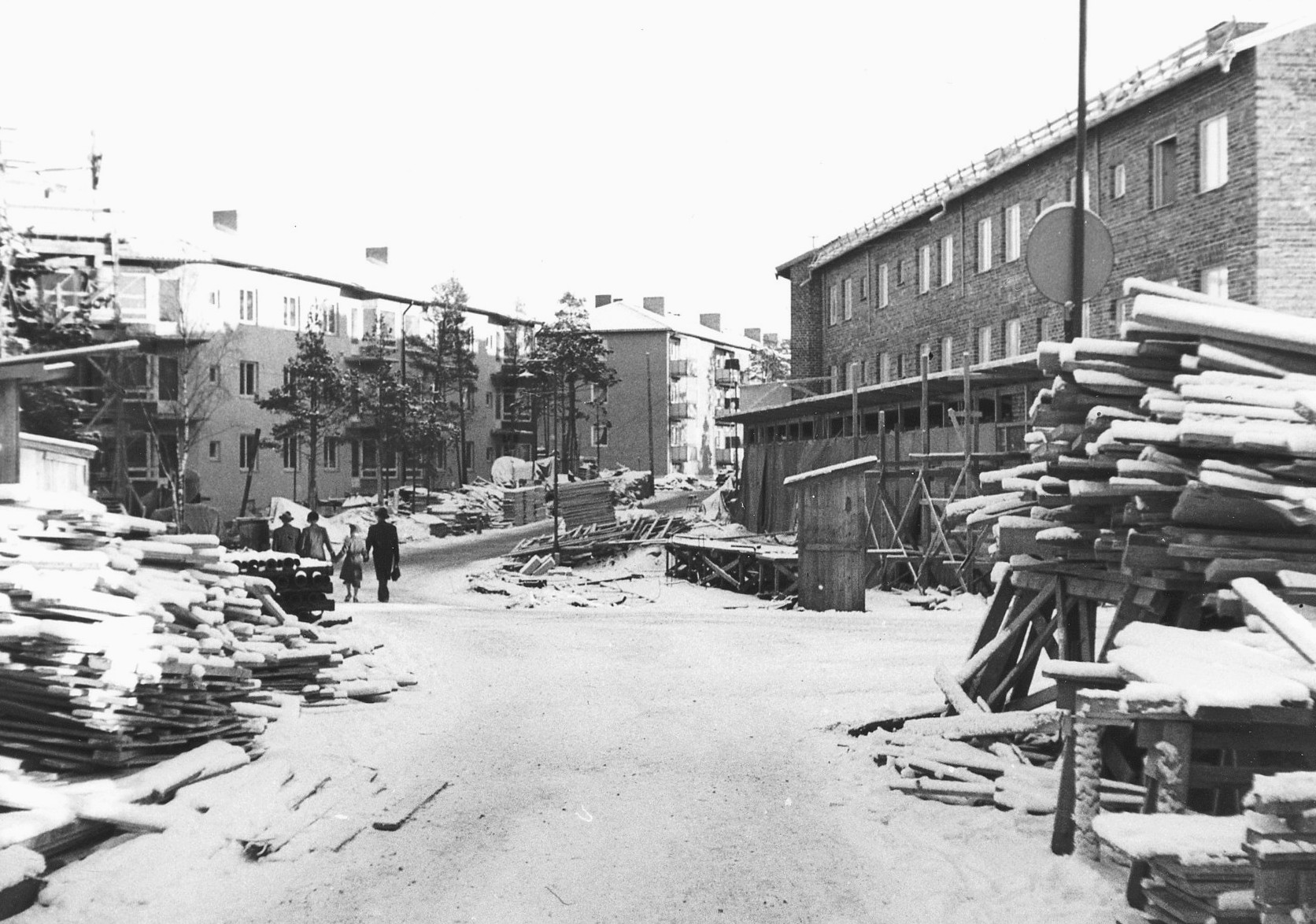
Bostadshus under uppförande 1952.
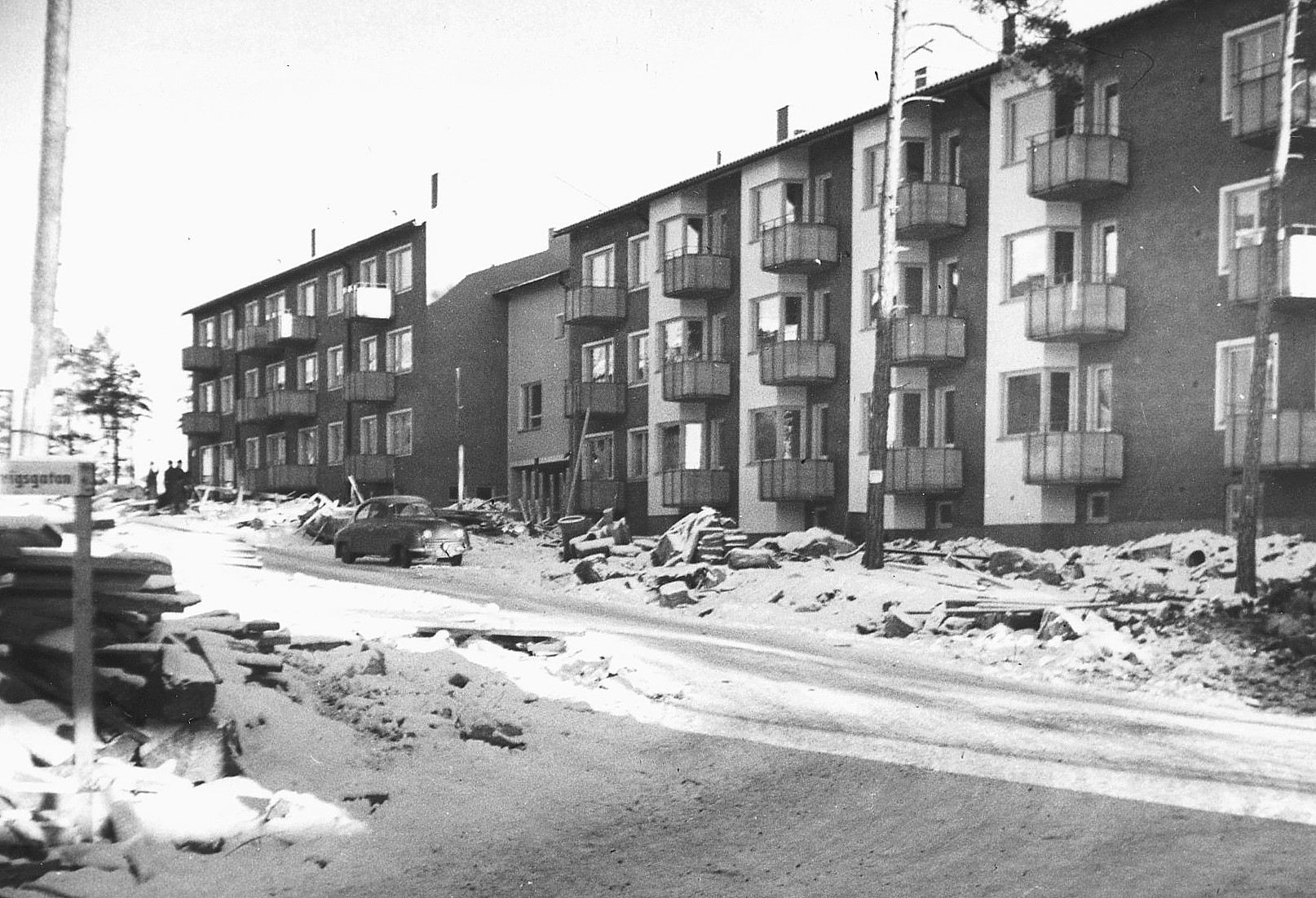
Bostadshus under uppförande 1952.
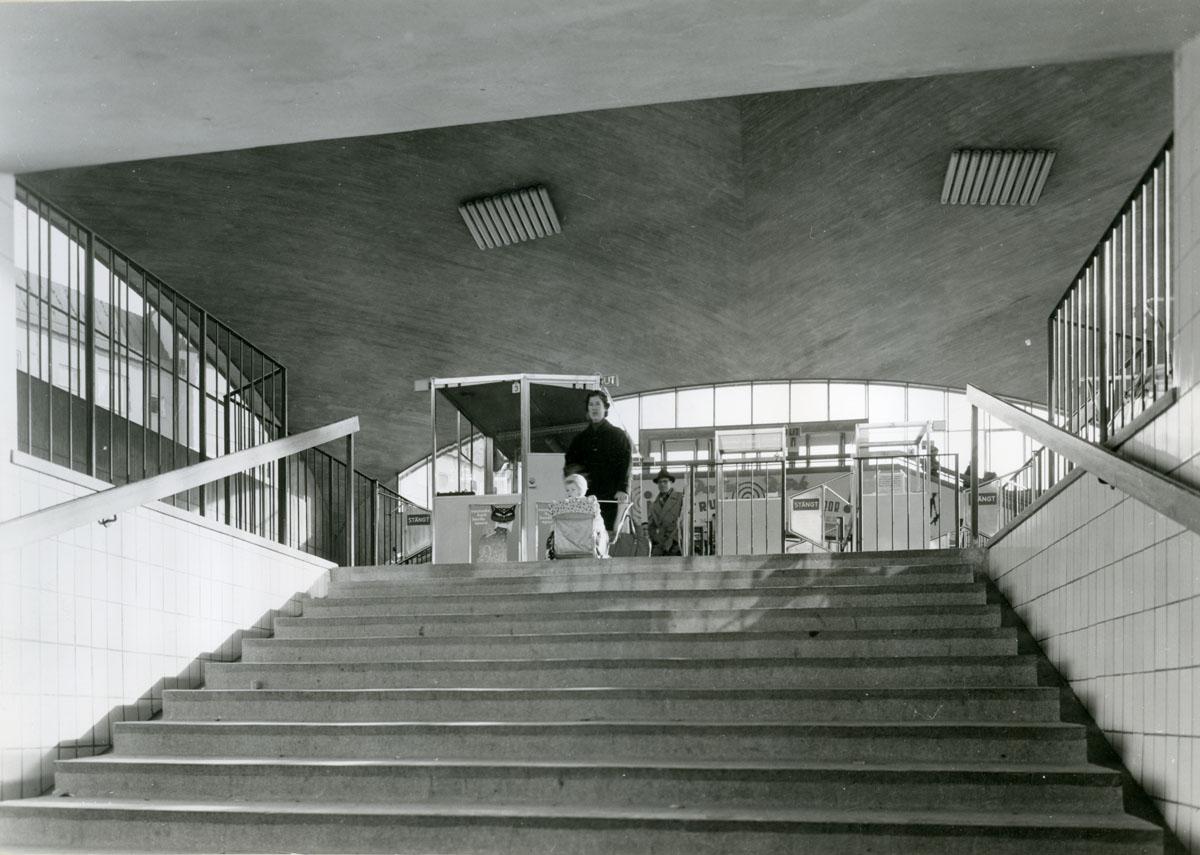
Tunnelbanestationen 1955.
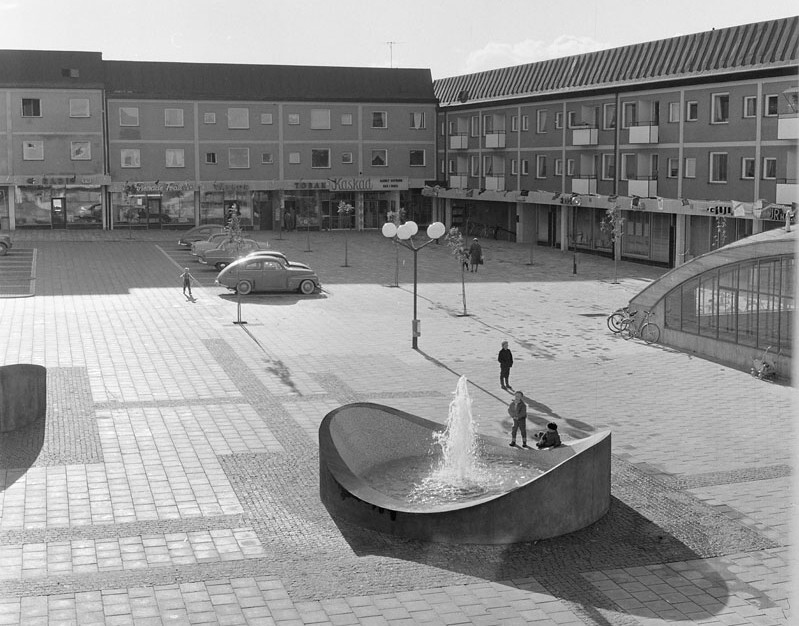
Blackebergs torg 1957.

### Blackebergs torg och tunnelbanestation
Platsen kallas även Blackebergs Centrum och är uppbyggd i flera nivåer som domineras dels av snäckformade fontäner, skapade av Erik Glemme och dels av Blackebergs stationsbyggnad, som ritades av Peter Celsing. Torget omges av bostadshus i två våningar med butiker i bottenvåningen som uppfördes 1952–1953 efter ritningar av Curt Strehlenert med AB Familjebostäder som beställare. Här låg bland annat en filial för Systembolaget samt livsmedelsbutikerna Sabis och Konsum. 
Blackebergs stationsbyggnad fick av Celsing en gestaltning som skiljer sig från övriga förortsstationer genom sin konstruktion och sitt markanta utseende. Taket är en välvd betongkonstruktion som spänner fritt och utan pelare över biljetthallen där en monumental dubbeltrappa leder ner till spärrarna. Stationen togs i bruk den 26 oktober 1952. Stationsbyggnaden har blivit blåmärkt av Stadsmuseet i Stockholm, vilket innebär "att bebyggelsen bedöms ha synnerligen höga kulturhistoriska värden".
Blackebergs torg har fortfarande ett relativt stort utbud av både butiker, verksamheter och restauranger. Bland annat finns det en livsmedelsbutik, ett bibliotek, en restaurang, samt småföretag och den lokalt kända butiken Skridsko-Johan som har sin verksamhet här sedan 1979. Torget invigdes 1956 och året därpå öppnade biografen Kaskad. Den lades ner i slutet av 1990-talet men öppnade 2018 igen under namnat Bio Kaskad. Torgets nordöstra hörn förtätades i början av 2000-talet genom ett punkthus med seniorbostäder ritade av Bergkrantz Arkitekter och byggda av JM.

## Bilder, Blackebergs torg

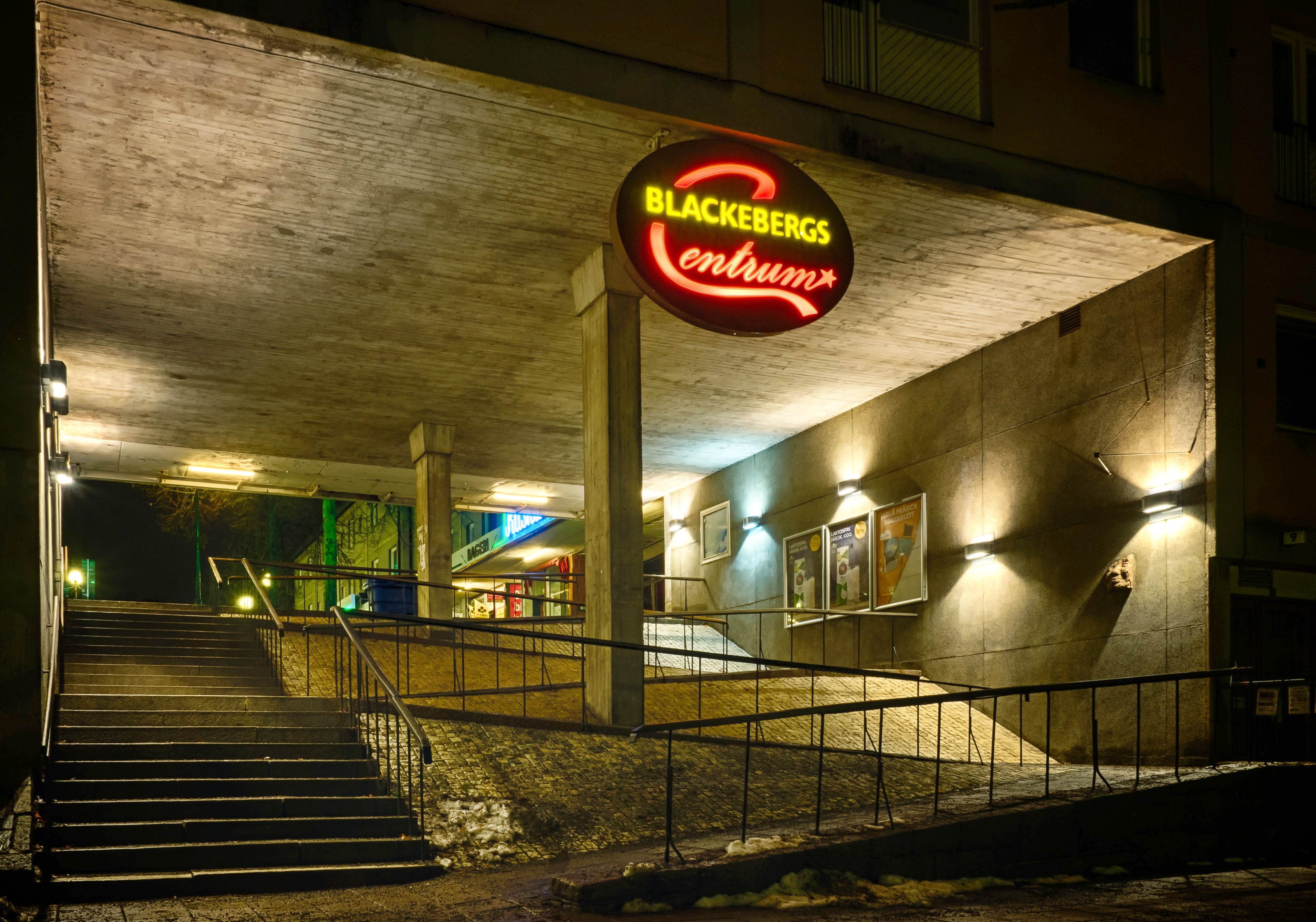
Trappan upp mot Blackebergs Centrum, 2016.
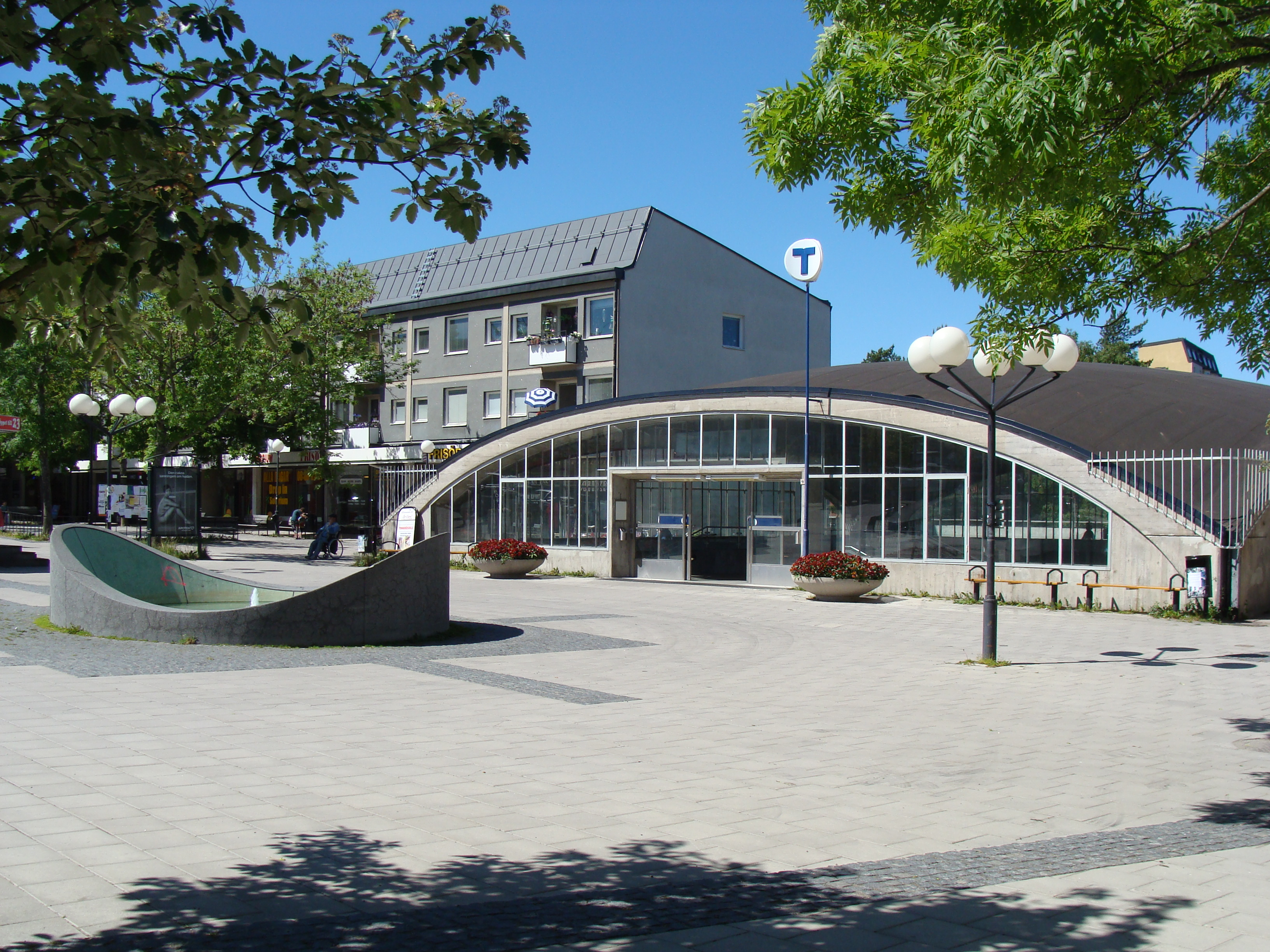
Blackebergs torg och stationshall, 2011.
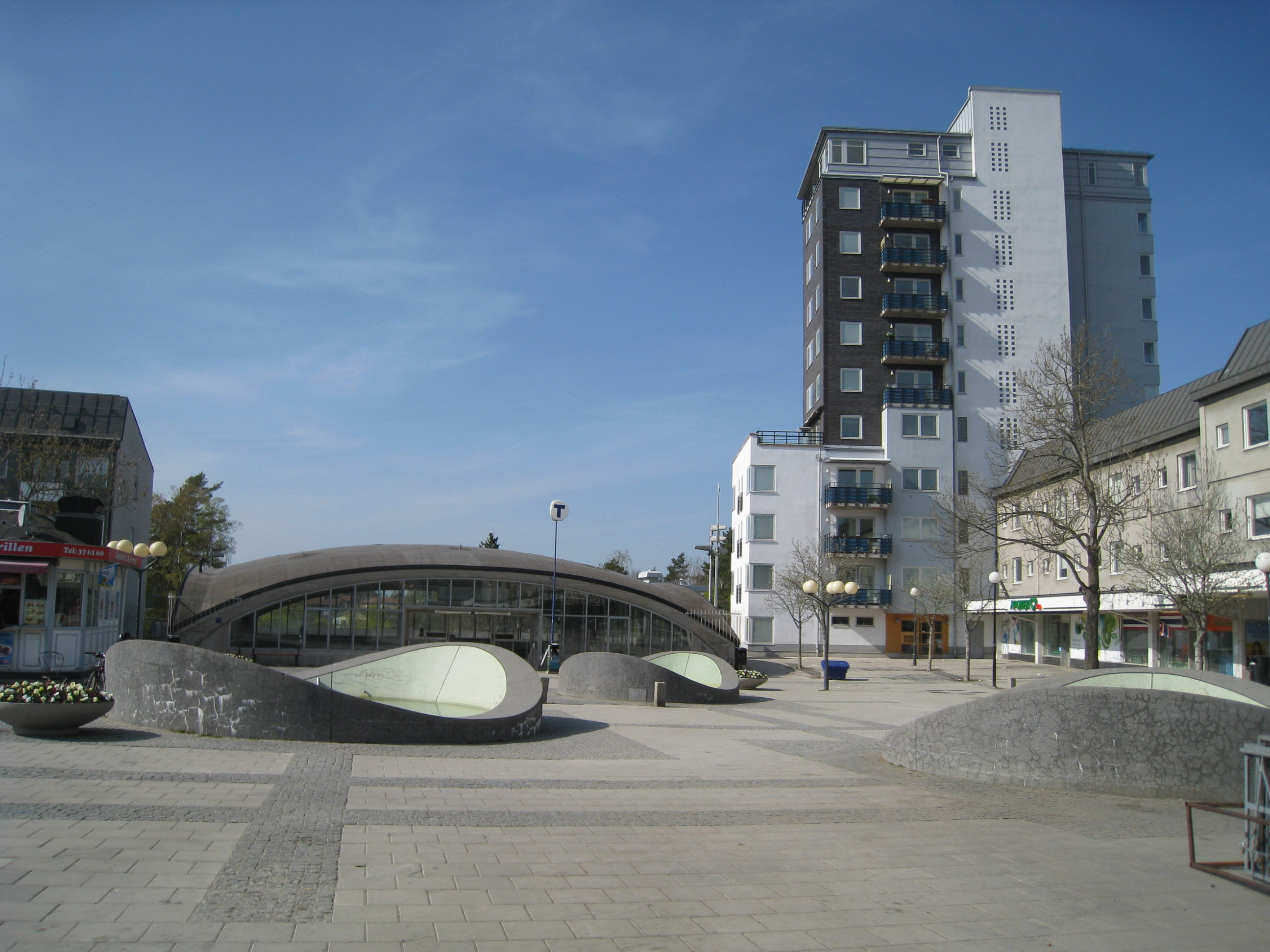
Blackebergs torg med tunnelbanestation, punkthus och de tre fontändammarna, 2019.
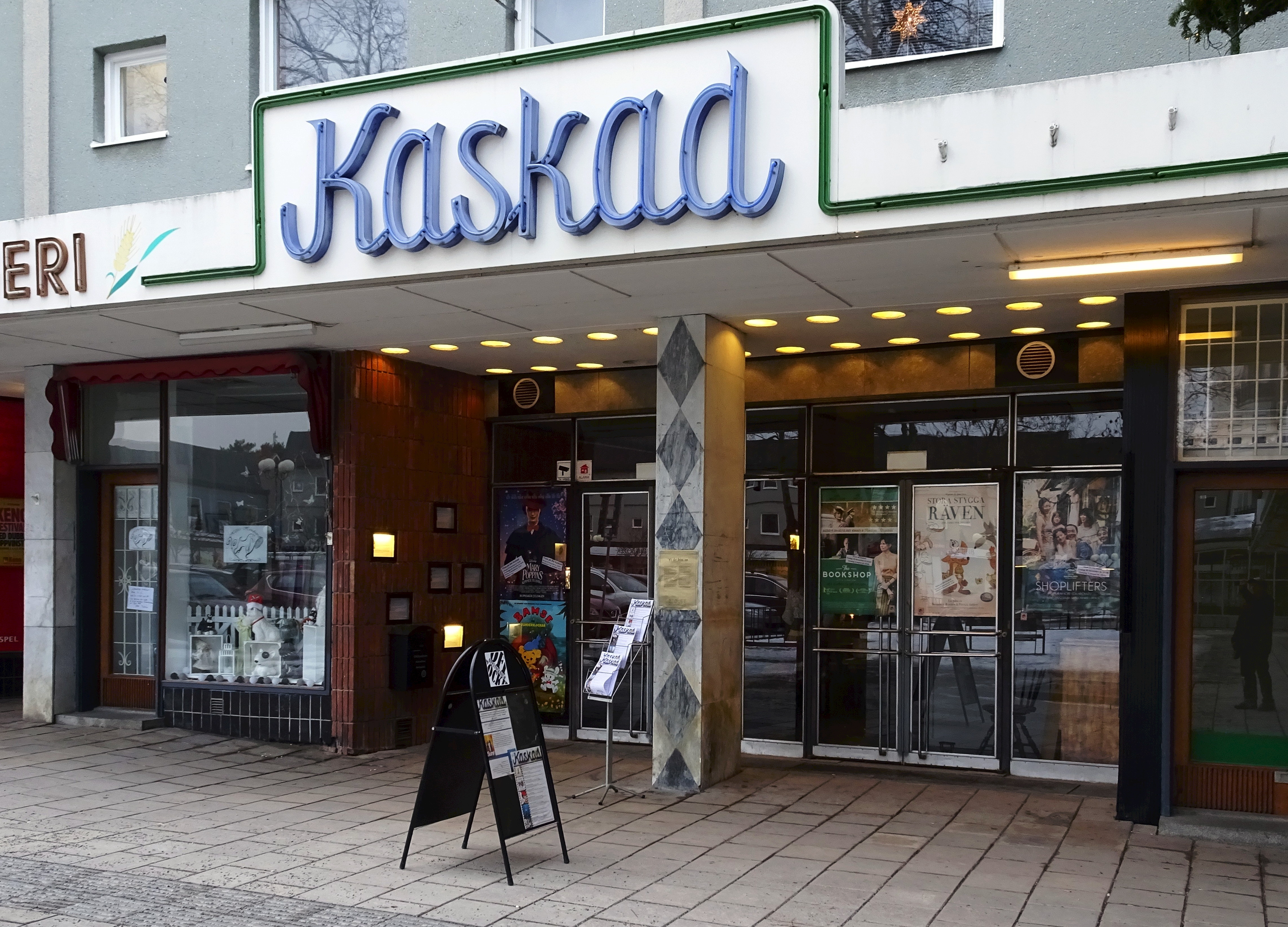
Biografen Kaskad, 2018.
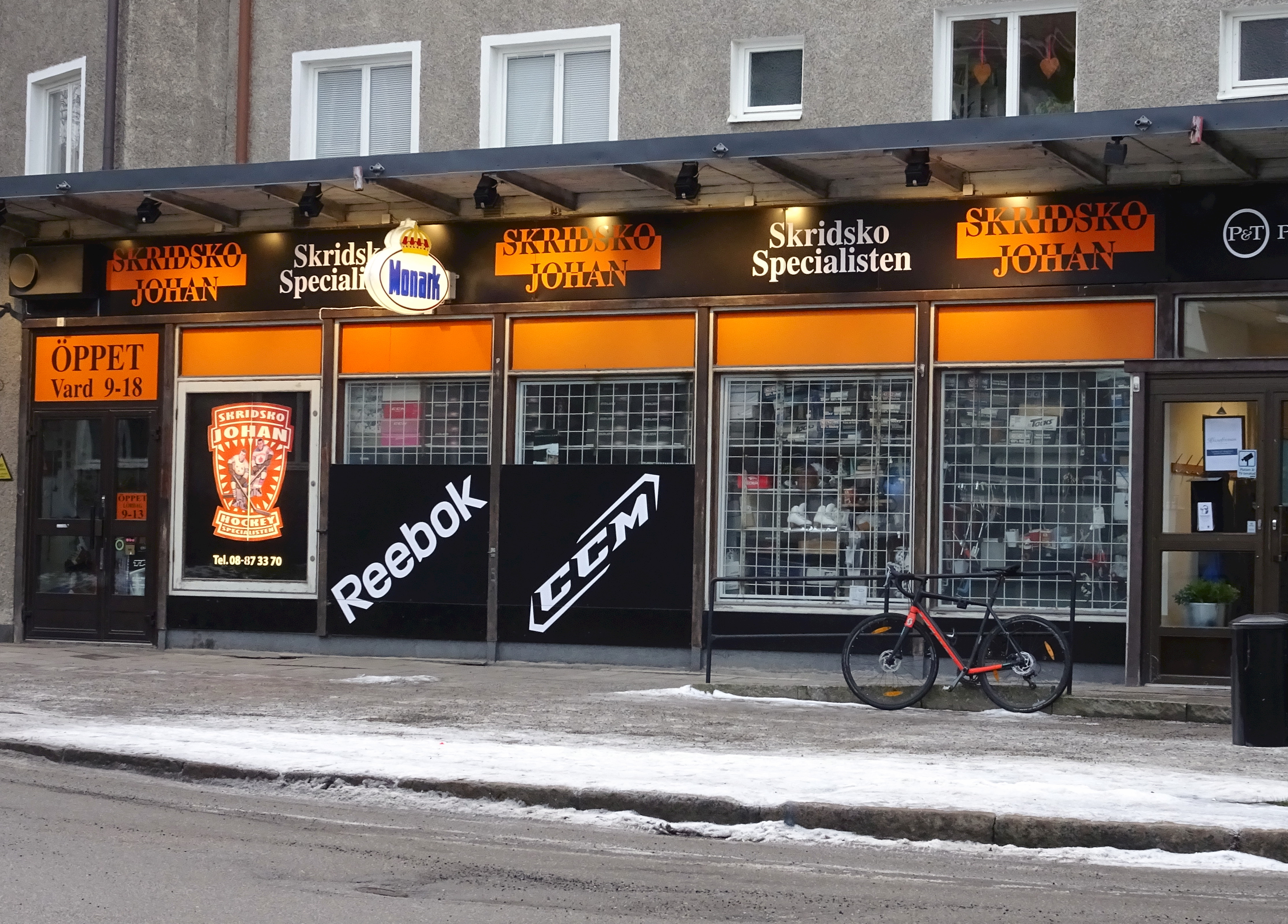
Blackebergs torg, Skridsko-Johan, 2018.
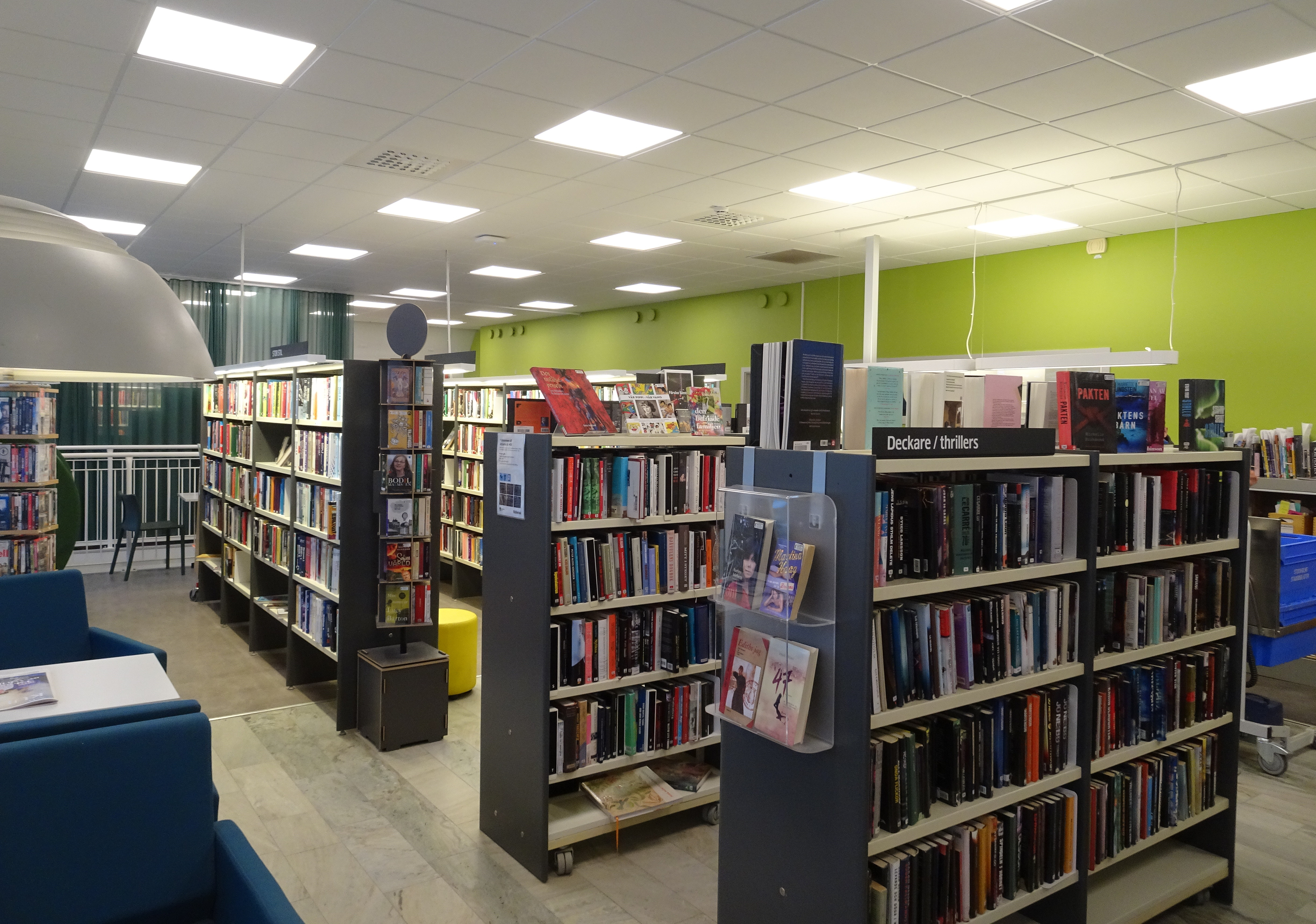
Blackebergs torg, biblioteket, 2018.

## Demografi
Den 31 december 2023 hade Blackeberg 8 993 invånare, varav 33,5 procent med utländsk bakgrund. Av dessa hade 31,2 procent bakgrund från Europa utom Norden, 9,4 procent från Norden, 31,5 procent från Asien, 13,1 procent från Afrika, 10 procent från Sydamerika, 3,6 procent från Nord- och Mellanamerika samt 1 procent från övrigt.

## Blackeberg i litteratur och film
John Ajvide Lindqvists skräckroman Låt den rätte komma in utspelar sig i Blackeberg på 1980-talet.
Filmatiseringen Låt den rätte komma in har hållit fast vid det och är delvis inspelad på orten. De flesta scenerna är dock inspelade i Luleå för tillgång på mycket snö och mörker.
Staden i skogen : bilder och berättelser från Blackeberg av Tomas Zackarias Westberg är en bok med fotografier och intervjuer från Blackeberg. Boken är en "resa" genom Blackeberg och dess historia.
I dokumentärfilmen Ett anständigt liv från 1979, regisserad av Stefan Jarl finns en scen där "Kenta" Gustafsson står i en telefonkiosk på Blackebergs torg. Telefonkiosken är numera avlägsnad men platsen är märkt med en graverad gatusten till minne av episoden, oklart på vems initiativ.

## Idrottsplatser i Blackeberg

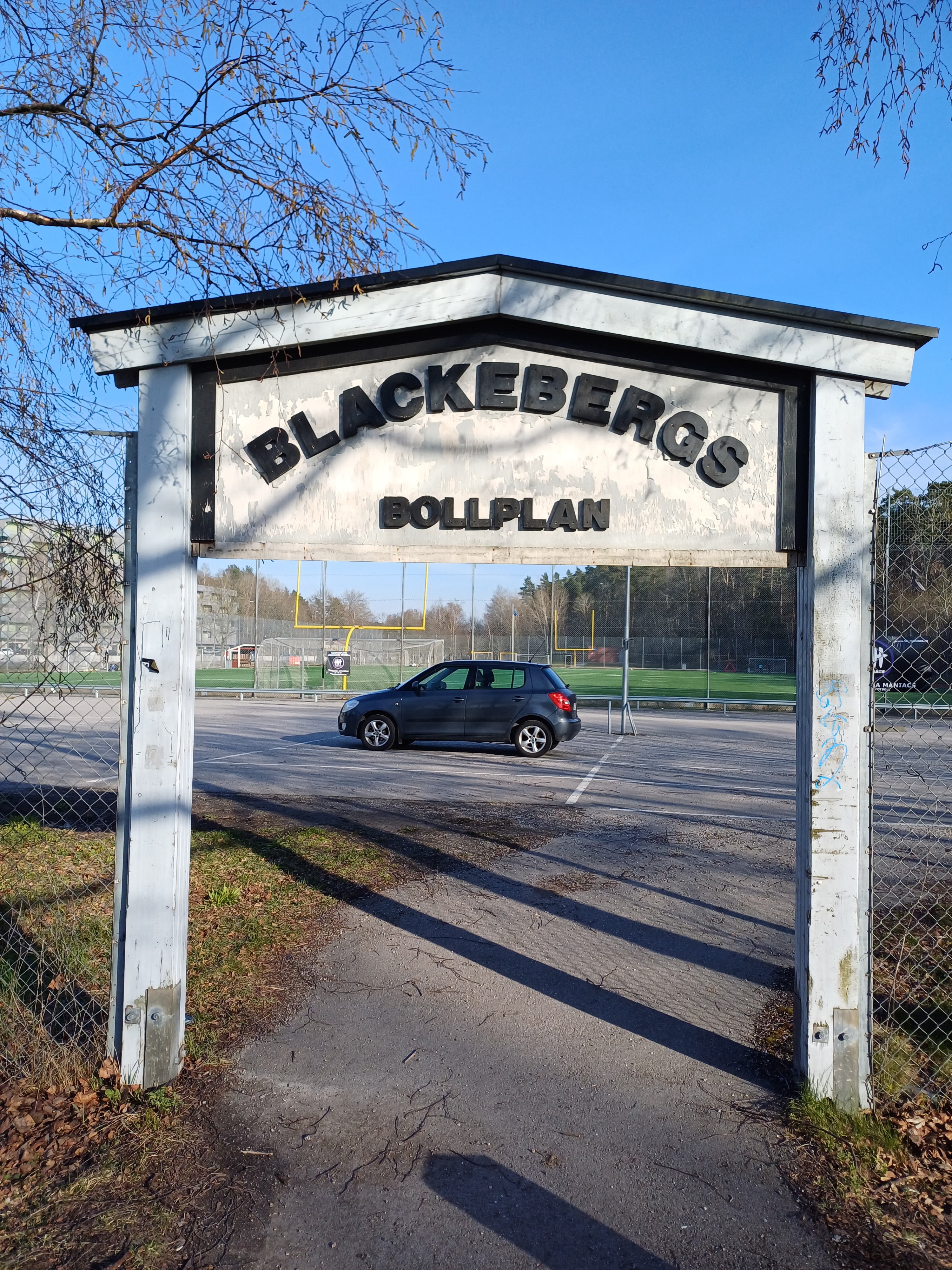
Ingången till Blackebergs bollplan

I Blackebergs norra utkant, på Björnsonsgatan 166, ligger Blackebergs bollplan. Det är en 11-mannaplan med konstgräs som används för fotbollsspel och amerikansk fotboll av bland annat IF Brommapojkarna och Beckomberga Maniacs MIK. 
Södra Ängby bollplan är trots namnet beläget vid Holbergsgatans östra ände, längs med Blackebergsvägen. På den konsgräsbelagda 11-mannaplanen bedrivs fotbollsverksamhet av främst FK Bromma.

## Gator och vägar
Blackebergs gator och vägar är namngivna efter nordiska författare, såsom Holger Drachmann (Drachmansgatan), Nikolaj Frederik Severin Grundtvig (Grundtvigsgatan), Henrik Ibsen (Ibsengatan), Elias Lönnrot (Elias Lönnrots väg), Arvid Mörne (Arvid Mörnes väg), Björnstjerne Björnson (Björnsonsgatan), Ludvig Holberg (Holbergsgatan), Kaj Munk (Kaj Munks Väg), Alexander Kielland (Kiellandsplan), Henrik Gabriel Porthan (Porthansvägen), Sigrid Undset (Sigrid Undsets Gata) och Henrik Wergeland (Wergelandsgatan). I södra delen av Blackeberg, strax nordväst om Blackebergs gårds område, ligger Johan Tillanders Väg namnsatt efter den ovan nämnde handelsmannen och bagaren Johan Tillander, som år 1785 inköpte Blackebergs gård, då det avsöndrades från Råcksta, att användas som sommarställe. 

## Nutida bilder, bostadshus (urval)

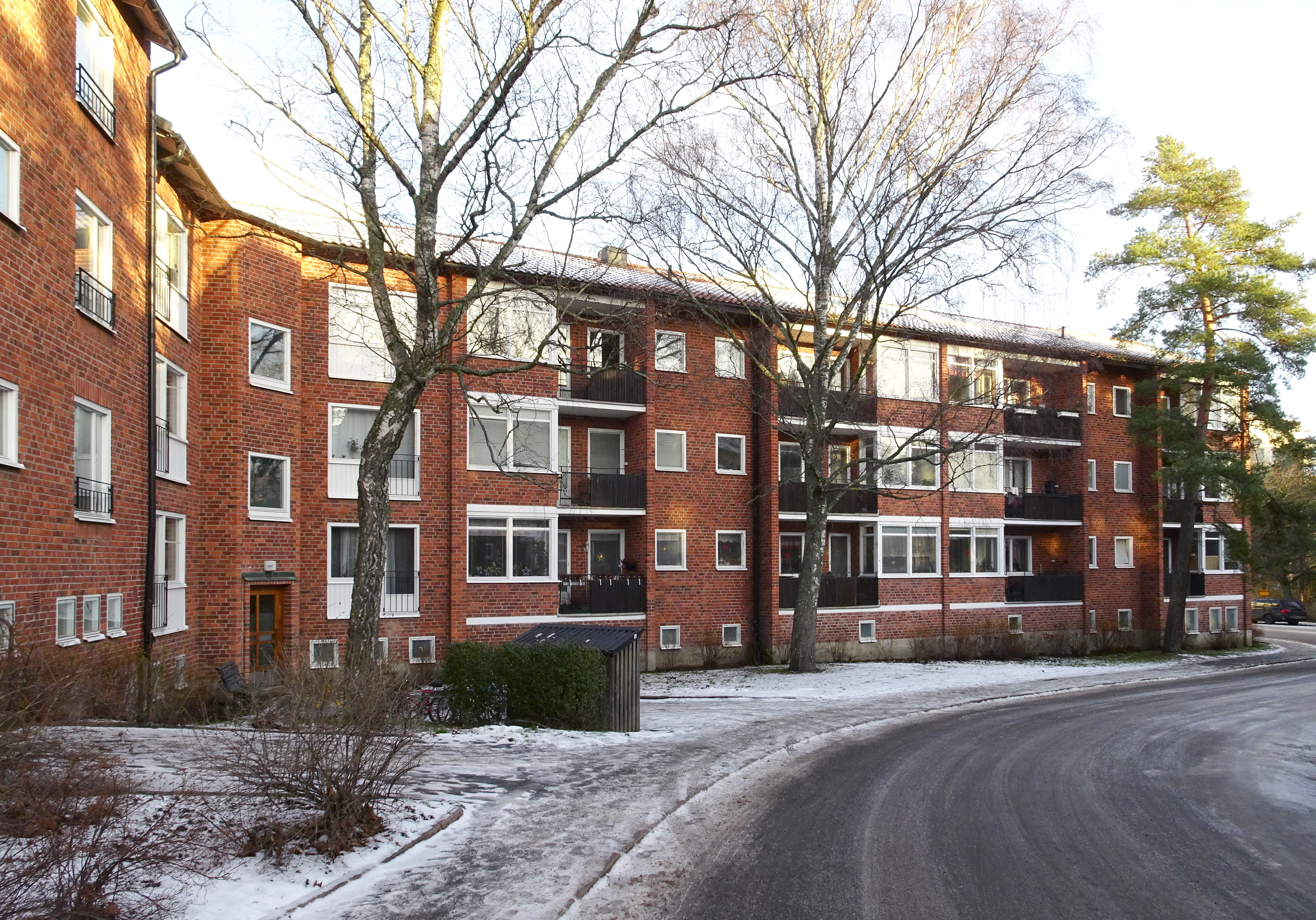
Kvarteret Mexikanen.
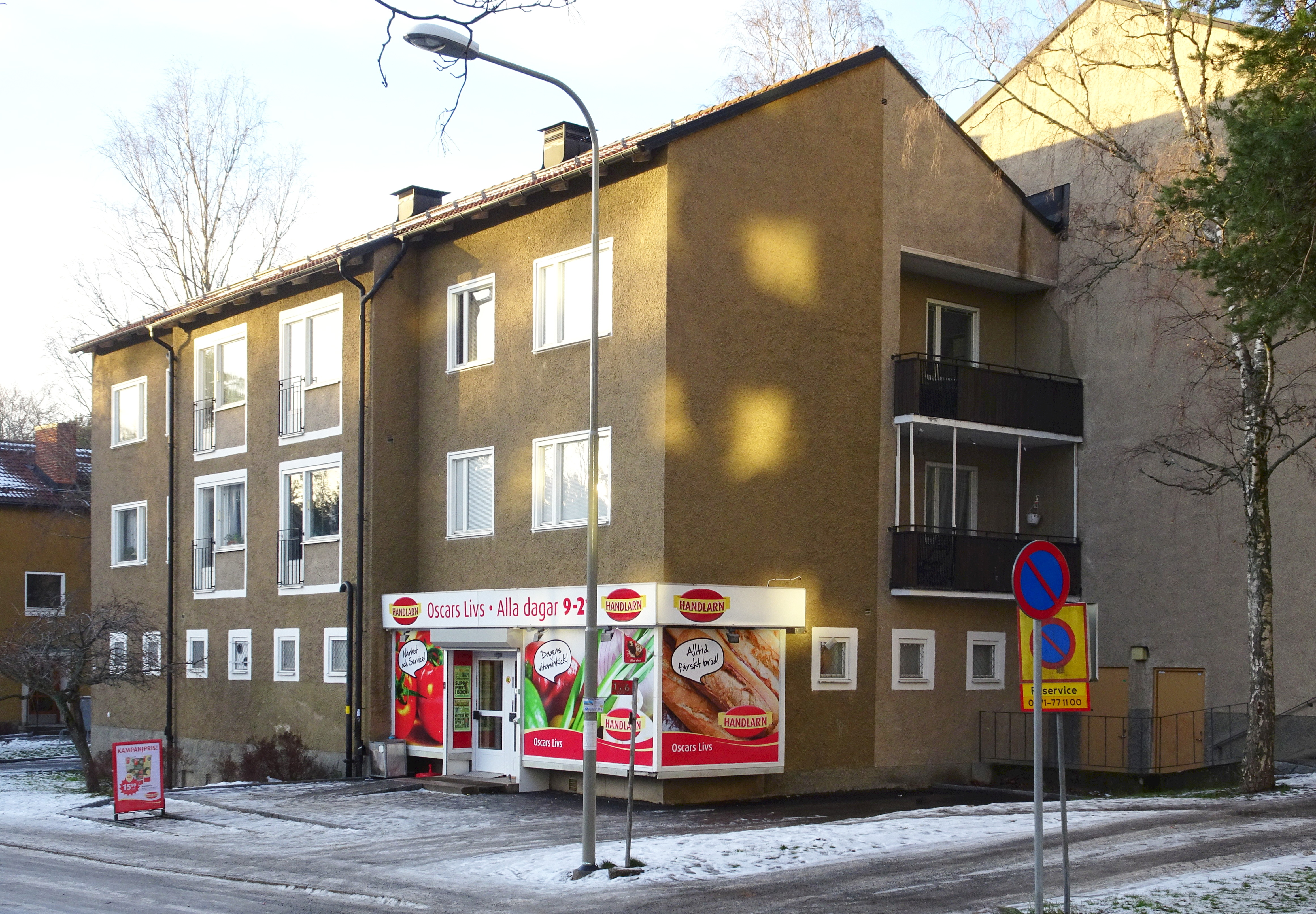
Kvarteret Mongolen.
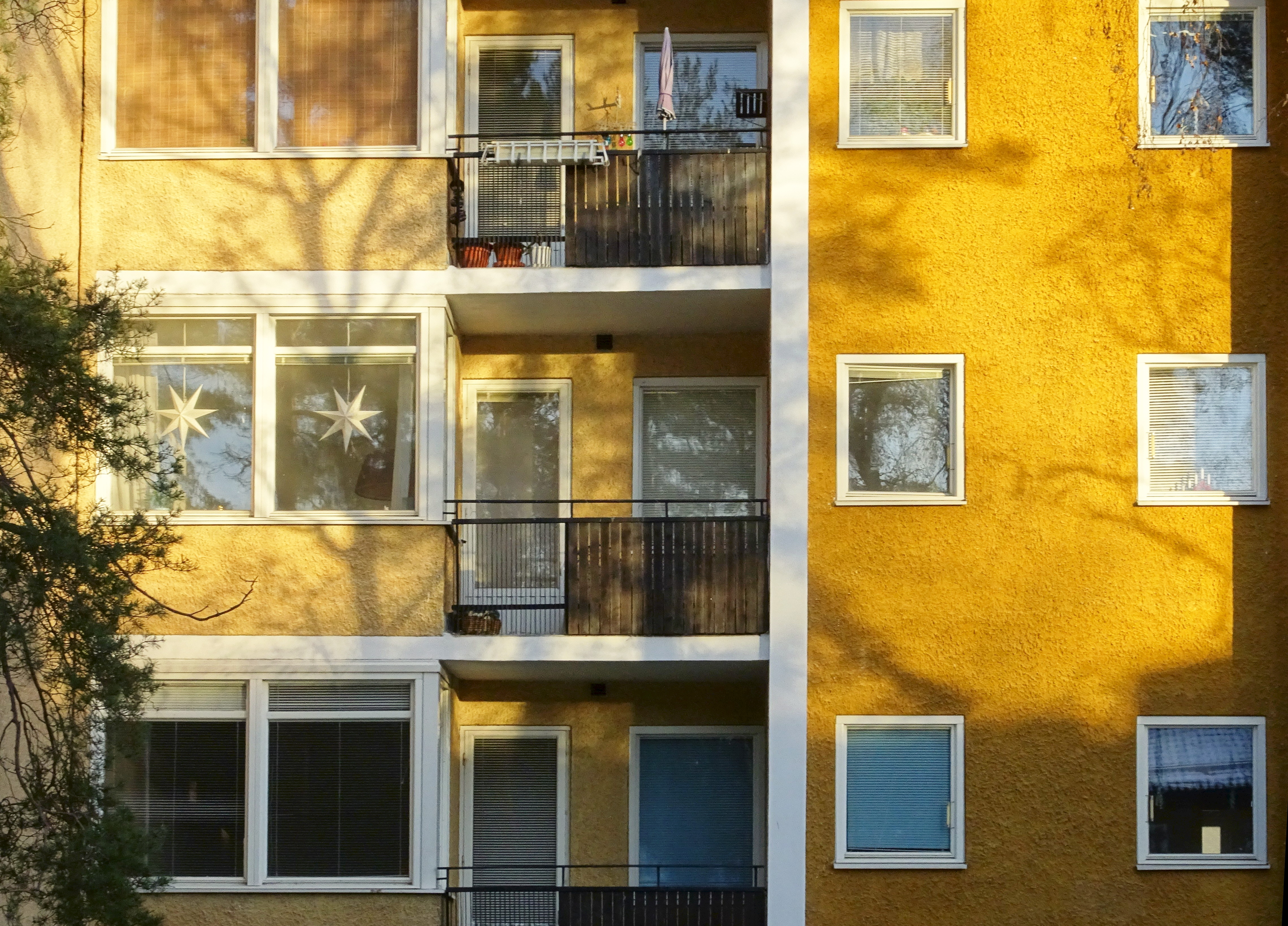
Kvarteret Mongolen.
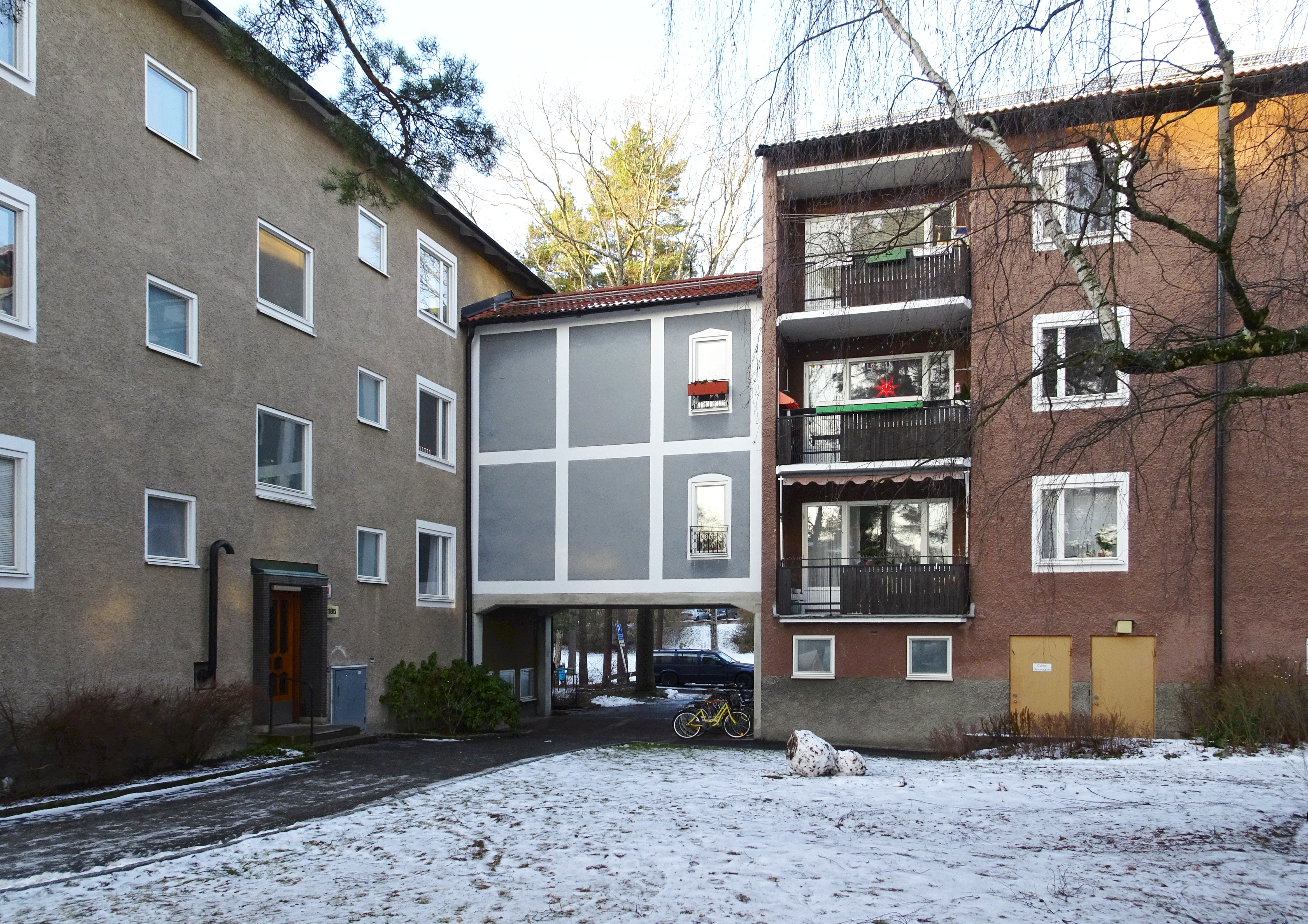
Kvarteret Mongolen.
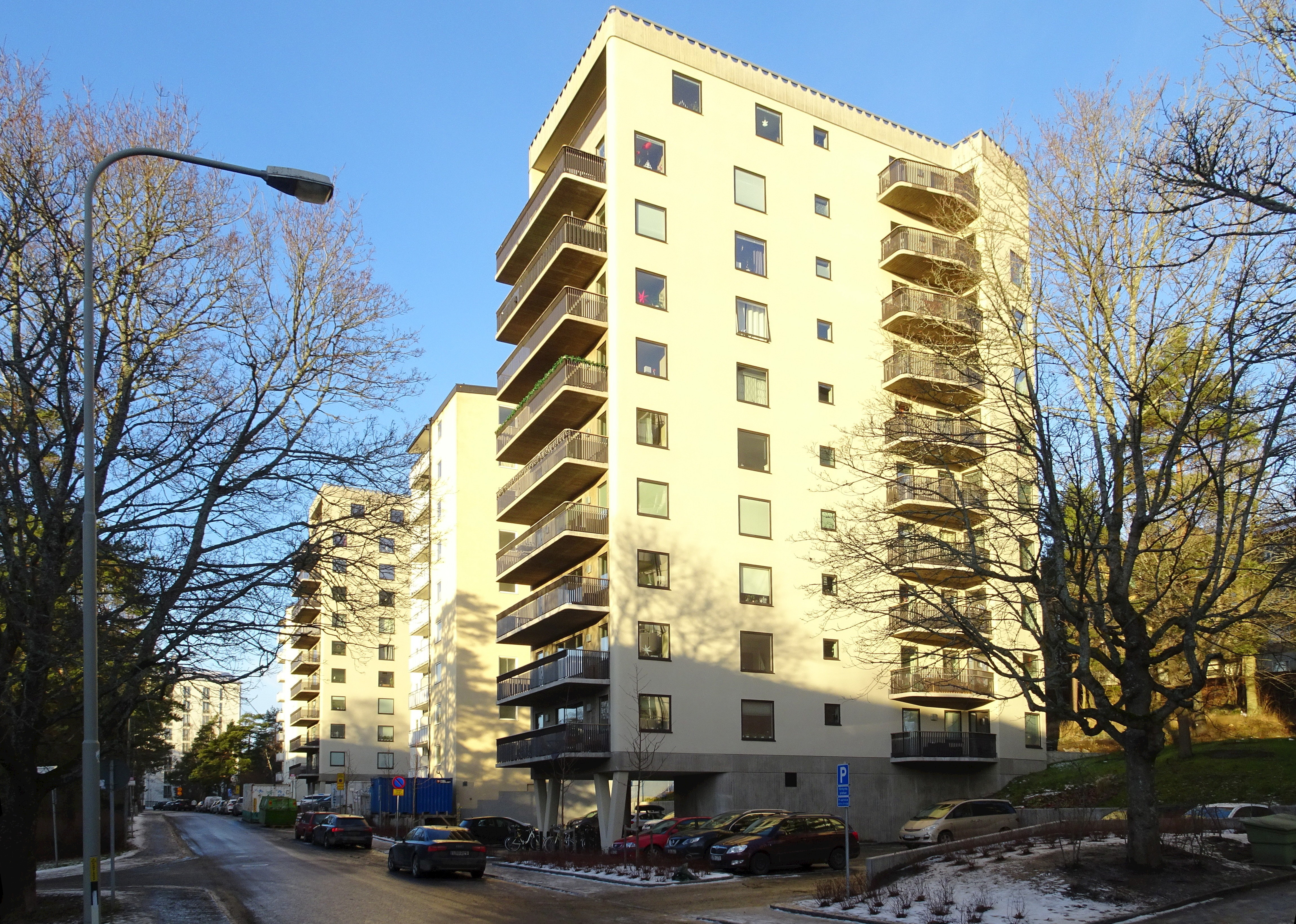
Kvarteret Engelsmannen.